# Serranía de la Macarena
Pour les articles homonymes, voir La Macarena.
La serranía de la Macarena est une chaîne de montagnes ancienne de Colombie, relevant de la partie occidentale du plateau des Guyanes, située dans le département de Meta. Il se situe à 40 kilomètres à l'est de la cordillère Orientale des Andes et constitue une zone géographique de rencontre entre les écosystèmes andins, amazoniens et du bassin de l'Orénoque. L'histoire géologique de ce massif ancien qui détermine sa géomorphologie très particulière la distingue nettement des vigoureux paysages de la cordillère des Andes.
D'une largeur de 40 kilomètres sur 120 de longueur, d'orientation nord-sud, elle s'élève jusqu'à 1 600 mètres d'altitude, ce qui en fait un des massifs tabulaires, type tepuy, les plus importants de la forêt amazonienne colombienne.
Le Parque Nacional Natural Sierra de La Macarena a été créé en 1971, à partir d'une réserve datant de 1948, occupant 6 200 kilomètres carrés sur les 10 000 de la Serranía.

## Géologie
La serranía de la Macarena constitue une des formations géologiques les plus vieilles de Colombie, comptant dans ses parties les plus anciennes des roches du Précambrien et qui, bien que non précisément datées, sont supposées avoir été formées il y a plus d'un milliard d'années. Selon certains auteurs, cette chaîne de montagnes est reliée au plateau des Guyanes constituant ainsi la partie la plus occidentale de ce type de formations rocheuses présentes sous la forme de tepuys au Venezuela, dans les Guyanes, au Suriname et au Brésil.